# Ділення на нуль

Функція y = 1/x. Коли x прямує до нуля справа, y прямує до нескінченності. Коли x прямує до нуля зліва, y прямує до мінус нескінченності.

Ділення на нуль в математиці — ділення, при якому дільник дорівнює нулю. Такий поділ може бути формально записано а / 0, де а — це ділене.
У звичайній арифметиці (з дійсними числами) даний вираз не має сенсу, оскільки немає числа, яке, помножене на 0, дає а (а ≠ 0), і тому поділ на нуль не визначено. Історично одне з перших посилань на математичну неможливість присвоєння значення а / 0 міститься в критиці Джорджа Берклі обчислення нескінченно малих.
У програмуванні спроба розділити число з рухомою комою на нуль призведе до + INF /-INF (Стандарт IEEE 754), проте, залежно від мови програмування і типу даних (наприклад, ціле число) числа, яке ділять на нуль, може: згенерувати виключення, повідомлення про помилку, зупинку виконуваної програми, згенерувати позитивну або негативну нескінченність, або привести до спеціального нечислового значенням (NaN).

## Цікаві факти
- 21 вересня 1997, в результаті ділення на нуль у комп'ютеризованій системі, що управляє крейсером USS Yorktown (CG-48) Військово-морського флоту США сталося відключення всіх машин в системі, в результаті чого припинив роботу двигун корабля.